# Kahovka
Kahovka (ukránul: Каховка), a 18. századig Iszlam-Kermen, majd korábban Kahivka (Кахівка) területi jelentőségű város Ukrajna Herszoni területén. A 2020-ban megszűnt Kahovkai járás székhelye volt. Becsült lakossága 2016-ban 37 ezer fő volt. A Dnyeper duzzasztásával létrejött Kahovkai-víztározó partján, a területi központtól, Herszontól közúton 88, vasúton 110 km-re található.

## Története
A mai város helyén, az akkor a Krími Kánsághoz tartozó területen I. Mengli Giráj krími kán 1492-ben alapított erődöt Iszlam Kermem néven.